# Majasaari (ö i Norra Savolax, Nordöstra Savolax, lat 63,09, long 28,28)
Majasaari är en ö i Finland. Den ligger i sjön Vuotjärvi och i kommunen Kuopio (tidigare Juankoski) i den ekonomiska regionen  Nordöstra Savolax ekonomiska region  och landskapet Norra Savolax, i den centrala delen av landet, 400 km nordost om huvudstaden Helsingfors. Öns area är 2,6 hektar och dess största längd är 250 meter i sydöst-nordvästlig riktning.